# Rijksweg 99
Rijksweg 99 of N99 is een regionale stroomweg tussen A7 bij Den Oever en de N9 en N250 bij De Kooy (vlak bij Den Helder). De N99 is westelijk van de Van Ewijcksluis ingericht als stroomweg, met een maximumsnelheid van 100 km/u, terwijl het gedeelte oostelijk van Van Ewijcksluis is ingericht als een gebiedsontsluitingsweg met een maximumsnelheid van 80 km/u.

## Algemeen
De N99 begint bij De Kooy, passeert daar de Kooybrug naar Van Ewijcksluis, langs het Balgzandkanaal. Na het passeren van de Balgzandbrug loopt de weg langs het Amstelmeer over de Amsteldiepdijk - ook wel korte afsluitdijk genoemd - naar het voormalige eiland Wieringen. Op Wieringen loopt de weg langs Westerland en Hippolytushoef naar Den Oever. Daar sluit de weg aan op de snelweg A7.
De N99 geldt als de belangrijkste verbinding tussen Den Helder en de A7 richting Groningen en Amsterdam. Dit verklaart het relatief drukke karakter van de weg.

## Geschiedenis
De Rijksweg 99 is omstreeks 1930 als onderdeel van de Zuiderzeewerken aangelegd. Tussen de Kooij en Van Ewijcksluis is de weg buitendijks aangelegd ten opzichte van de oude zeewering. Het gedeelte tussen Van Ewijcksluis en het voormalige eiland Wieringen is op de Amsteldiepdijk gesitueerd. Deze dijk wordt ook wel de Korte Afsluitdijk genoemd. Op het voormalige eiland vervolgt de N99 op een vrijwel rechte lijn zijn weg naar de A7. Alle bestaande kruisingen zijn toen aangesloten op de N99; destijds ca 16 stuks op een traject van 10 kilometer. Vanaf Van Ewijcksluis tot aan Den Oever is rekening gehouden met een spoorlijn, die langs de N99 verder via de Afsluitdijk richting Friesland zou moeten gaan lopen. Dit tracé is evenwel nooit gebruikt. Wel is een strook grond gereserveerd, die momenteel nog niet bebouwd is. Deze strook is nog zichtbaar in het landschap als een sleuf, die langs de N99 loopt. Oorspronkelijk bestond de N99 uit een 6 meter brede betonweg, met op het voormalig eiland aan weerszijden van de weg een fietspad.
Vanaf ca. 1970 is gewerkt aan de verbetering van de N99. Het einddoel is daarbij geweest de weg om te bouwen tot een hoogwaardige enkelbaans autoweg. Als zodanig heeft dit doel ook in het SVV I gestaan; met als aantekening dat is opgemerkt dat het hoofdwegennet, waartoe de N99 behoort uit autosnelwegen of autowegen bestaat. Zonder vermelding in het MIT of andere beleidsplannen is men mondjesmaat verdergegaan met het verbeteren van de N99. Eind jaren ’80 is de Kooijbrug vervangen, is de Oostoeverweg gereconstrueerd en is het aantal aansluitingen op Wieringen verminderd van 16 naar 6. Daarnaast is gekeken naar het aantal onderlinge verbindingen voor langzaam verkeer en is een parallelweg langs de N99 aangelegd. Binnen het programma Duurzaam Veilig is in 1997 door Rijkswaterstaat een algemeen plan opgesteld om de weg op te waarderen. In het kader zijn een tweetal varianten uitgetekend: een variant, waarbij de weg via ongelijkvloerse kruisingen en ongelijkvloerse aansluitingen zou worden omgebouwd tot een stroomweg (100 km/uur) en een variant, waarbij de weg als gebiedsontsluitingsweg is uitgewerkt, waarbij de aansluitingen als rotonde worden omgebouwd. De kosten voor een ombouw zouden voor een gebiedsontsluitingsweg ca. mƒ 100 bedragen en voor een stroomweg mƒ 200. De plannen voorzagen verder in een verdere reductie van het aantal aansluitingen tot 4. Om een betere verhouding te krijgen tussen het aantal in voorbereiding zijnde projecten en de financiële mogelijkheden is in het MIT 1999 – 2003 een groot aantal projecten geschrapt. Daar de N99 niet zichtbaar in het MIT stond is de planvorming rond deze weg ook stopgezet. Een uitzondering is hierbij gemaakt voor de N99 bij Van Ewijcksluis en daarmee het sluiten van de N99 voor langzaam verkeer.

## Veiligheid
Door de vele gelijkvloerse kruisingen waar de afgelopen jaren veel (dodelijke) ongelukken zijn gebeurd, is de N99 in de volksmond ook wel bekend als de "dodenweg".
Op donderdag 3 november 2006 vond een dodelijk ongeval plaats, waarna Rijkswaterstaat onmiddellijk besloot om de snelheid op de kruisingen te verlagen naar 50 km/u. Rijkswaterstaat heeft inmiddels 3 rotondes aangelegd. Een rotonde is geplaatst bij Den Oever en bij Hippolytushoef. Verkeer uit zijwegen kan zodoende eenvoudiger de N99 oprijden.
De derde rotonde bij De Holle Balg / Westerland met de aansluiting van de N240 is inmiddels ook aangelegd. De rotonde ligt iets westelijk van de vorige kruising. Ook is voorzien in de aanleg van een fietstunnel ter plaatse van de rotonde.
Sedert begin 2011 is een vierde rotonde aangelegd op de locatie van het drukke kruispunt ter hoogte van de Kooybrug welke verbinding legt tussen de Balgweg, N99 en de Oostoeverseweg.

## Aantal rijstroken
| Traject                                 | Aantal rijstroken |
| --------------------------------------- | ----------------- |
| Toerit A7 - Kruising Den Helder N9/N250 | 2×1               |

## Trivia
Tijdens de aanleg van de Korte afsluitdijk zijn meerdere aannemers failliet gegaan omdat de ondergrond ter plaatse zeer slecht was. Dit is nog steeds terug te vinden in de N99: vlak voor de Balgzandbrug zakt de weg iets in het profiel.